# Yuquot

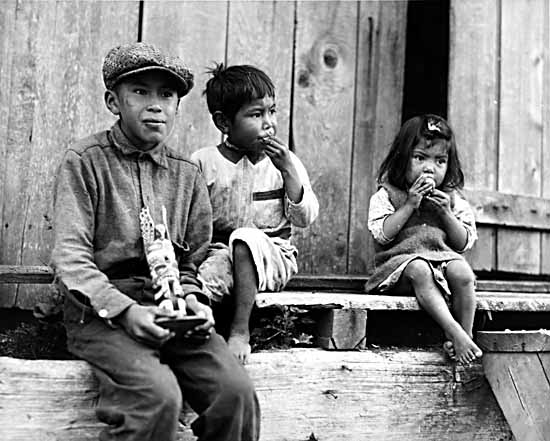
Niños Nuu-chah-nulth en Yutquot en la década de 1930.

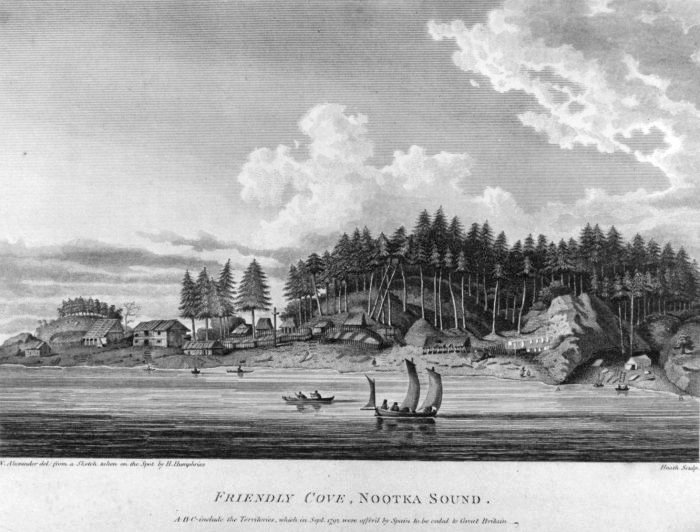
Friendly Cove, Nootka Sound. Volumen I, placa VII de: "A Voyage of Discovery to the North Pacific Ocean and Round the World" de George Vancouver.

Yuquot (en idioma nutka, "Donde sopla el viento de todas las direcciones") o también conocido como Friendly Cove es un pequeño asentamiento de menos de 25 habitantes al sur de la isla de Nutca, a la orilla del estrecho de Nutca. Fue el asentamiento de verano del jefe Macuina y de la tribu nutca de los Mowachaht durante generaciones, albergando aproximadamente hasta 1500 nativos en unas veinte cabañas comunales. Actualmente solo una familia reside en el asentamiento durante todo el año. La tribu Mowachaht tiene algo más de 500 miembros.
La denominación de Friendly Cove (en idioma inglés, "cala amigable") procede del hecho de que se trataba de un puerto natural, libre de rocas y arrecifes, de fácil acceso y habitado por comerciantes experimentados, lo que produjo que se conociera rápidamente en los círculos comerciales. Se convirtió en un puesto monopolizado casi únicamente por los comerciantes de pieles de nutrias de mar, hasta que prácticamente la especie llegó al borde de la extinción. Durante esta época el área pudo estar habitada hasta por 5000 personas.
El gobierno canadiense declaró Friendly Cove un Sitio Histórico Nacional en 1923, reconociendo la importancia del asentamiento colonial español que una vez se emplazó allí y la historia de las Naciones Originarias de Canadá en 1997.

## Historia
La importancia de este asentamiento se debe fundamentalmente a tres argumentos, tal y como reconoció el ministro canadiense de Patrimonio en 1997:
- El asentamiento era el centro de las 17 tribus que vivían en la zona del estrecho de Nutca desde al menos el 2300 a. C, y donde se desarrolló la cultura ballenera propia del pueblo nutca.

- El asentamiento fue el centro de la Crisis de Nutca, que puso de manifiesto el enfrentamiento entre los intereses coloniales en el océano Pacífico de España y Gran Bretaña, pero también de Rusia y más tarde los Estados Unidos, y en el que las Primeras Naciones tuvieron un papel fundamental. Igualmente, brevemente este asentamiento fue el puesto comercial más septentrional de España en el Pacífico y el único en la actual Canadá, Santa Cruz de Nuca. Posteriormente supuso un centro comercial fundamental para las Primeras Naciones del área durante unas pocas décadas, no solo por el comercio triangular entre Europa, China y América del Norte, sino por ser base para un comercio propio basado en las pieles de nutrias de mar primeramente, y después de castores.

- Entre 1785 y 1795 fue el centro comercial principal del área de la isla de Vancouver para el comercio de pieles de nutrias de mar, aunque este comercio desapareció hacia 1825.

Yuquot era el centro de reunión para todas las tribus nutca. Cada tribu poseía una casa comunal propia mayor cuanto más importante e influyente fuera la tribu, y estaban decoradas con esculturas y relieves, especialmente los pilares, que solo podían estar visibles durante las grandes festividades, manteniéndose durante el resto del tiempo cubiertos